# استثنائية أمريكية

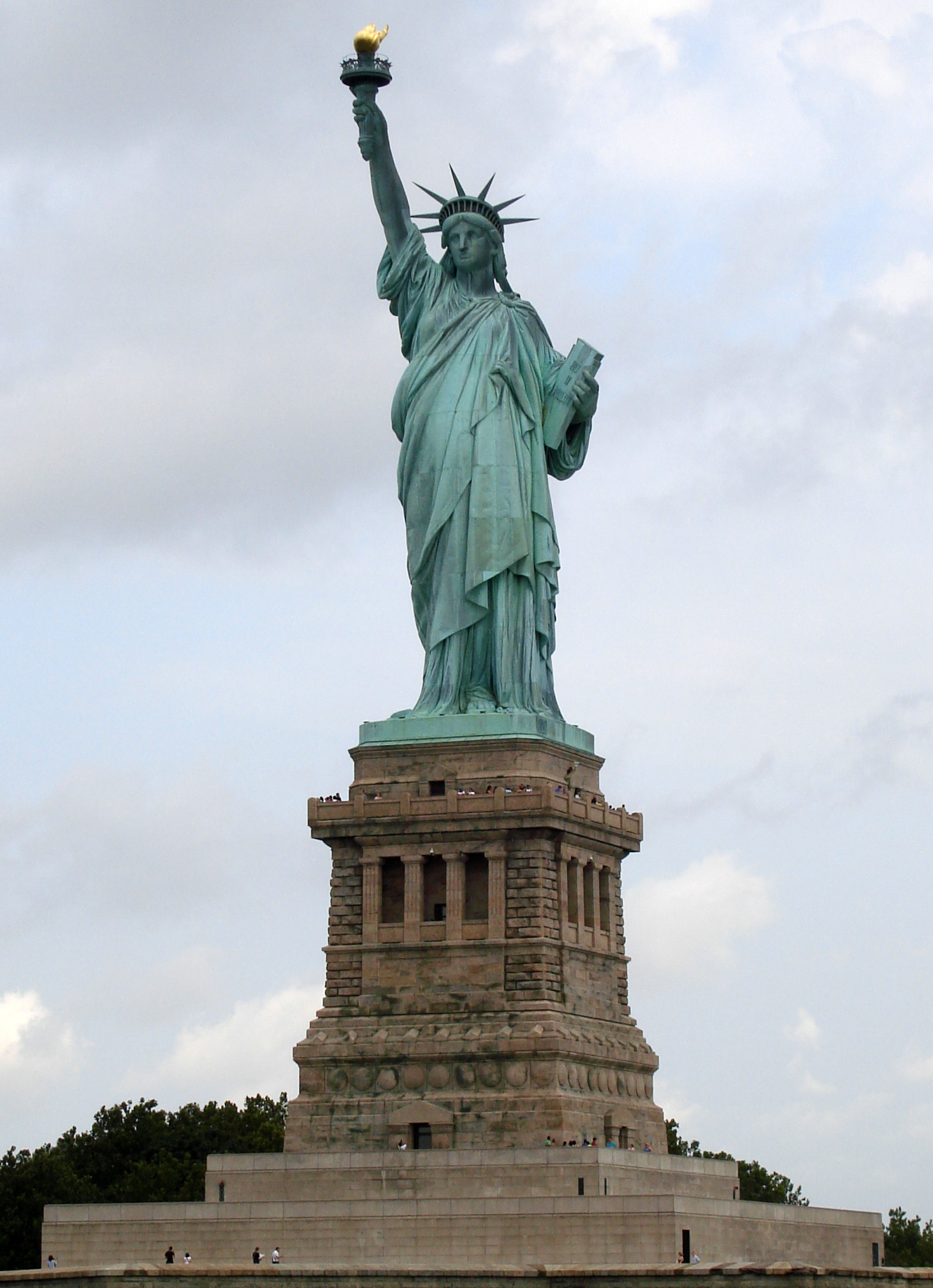

الخصوصية الأمريكية (بالإنجليزية: American exceptionalism)‏، فكرة أو اعتقاد أن الولايات المتحدة الأمريكية مختلفة بطبيعتها عن الدول الأخرى. يعتقد مؤيدو هذه الفكرة أن القيم والنظام السياسي والتطور التاريخي للولايات المتحدة أمور فريدة من نوعها في تاريخ البشرية، ما يعني ضمنيًا أن هذا البلد (مُقدَّر له، ويحق له أن يلعب دورًا قياديًا مميزًا على المسرح العالمي).
يُرجع العالم السياسي سيمور مارتن ليبسيت أصول الخصوصية الأمريكية للثورة الأمريكية، التي ولدت منها الولايات المتحدة لأنها جعلت منها (الدولة الجديدة الأولى) مع مجموعة متميزة من الأفكار التي تقوم على مبادئ الحرية والمساواة أمام القانون والجمهورية والديمقراطية والاقتصاد الحر. يُشار أحيانًا إلى مجموع هذه المبادئ باسم (الخصوصية الأمريكية) وتجعل هذه الخصوصية من الولايات المتحدة دولة متفوقة على الدول الأخرى أو لديها مهمة فريدة لتغيير العالم وقيادته.
تطورت نظرية الخصوصية في الولايات المتحدة بمرور الوقت ويمكن إرجاعها إلى العديد من المصادر. كان عالم السياسة والمؤرخ الفرنسي ألكسيس دي توكفيل أول كاتب وصف الولايات المتحدة بأنها دولة استثنائية، بعد أن سافر إليها في عام 1831. صاغ الزعيم السوفييتي جوزيف ستالين عبارة (الخصوصية الأمريكية) في عام 1929 كنقد لفصيل من الشيوعيين الأمريكيين الذين قالوا بأن المناخ السياسي الأمريكي فريد من نوعه وقد يكون استثناءً لعناصر معينة من النظرية الماركسية.

## المصطلح
استخدم مصطلح الخصوصية الأمريكية في القرن التاسع عشر أكثر من مرة. أشار فريد شابيرو في كتابه (الاقتباسات) إلى أن مصطلح الخصوصية الأمريكية قد استخدم للإشارة إلى الولايات المتحدة وصورتها الذاتية من قبل صحيفة تايمز أوف لندن في 20 أغسطس 1861. يعود استخدام المصطلح الشائع إلى الشيوعيين في أواخر عشرينيات القرن الماضي، عندما وبَّخ الزعيم السوفيتي جوزيف ستالين أعضاء فصيل من الحزب الشيوعي الأمريكي بقيادة جاي لوفستون لادعائهم أن الولايات المتحدة مستقلة عن قوانين التاريخ الماركسي بفضل خصوصيتها الطبيعية التي تشمل الموارد والقدرة الصناعية وغياب الفروق الطبقية الصارمة. بدأ الشيوعيون الأمريكيون في استخدام المصطلح الإنجليزي (الخصوصية الأمريكية) في الخلافات التي ظهرت بين فصائل الحزب الشيوعي، وظهر المصطلح لاحقًا في الاستخدام العام على يد عدد من المثقفين، لاحظ عالم السياسة الإسكتلندي ريتشارد روز أن معظم المؤرخين الأمريكيين يؤيدون فكرة الخصوصية:
يمكن تفسير تفرد الولايات المتحدة الأمريكية بأسباب عديدة منها: التاريخ والمساحة والجغرافيا والمؤسسات السياسية والثقافة، ومن غير المتوقع أن تتناسب مبادئ الحكومات في أوروبا مع التجربة الأمريكية، والعكس صحيح. لكن بعض العلماء القوميين يرفضون فكرة الخصوصية الأمريكية ويؤكدون أن الولايات المتحدة لم تنفصل عن التاريخ الأوروبي أبدًا، ولذلك احتفظت بالاختلافات القائمة على الطبقة والعرق بالإضافة إلى الصفات الإمبريالية والاستعداد لشن الحروب والغزو.
ناقش سياسيون وباحثون من تخصصات عديدة في السنوات الأخيرة، معنى وفائدة مفهوم الخصوصية الأمريكية. تساءل كل من روبرتس وديكورسي:
تتميز أسطورة الخصوصية الأمريكية بالإيمان بسمات أمريكا المميزة استنادًا إلى وفرة مواردها الطبيعية ومبادئها الثورية وثقافتها الدينية البروتستانتية، ولكن لماذا يجب تحويل تأثير الخصوصية الأمريكية من الثقافة الشعبية إلى دور حاسم في السياسة الخارجية؟
يدعم بعض المؤرخين مفهوم الخصوصية الأمريكية لكنهم يتجنبون استخدام هذا المصطلح لتجنب التورط في مناقشات لفظية وخطابية. يؤمن الباحث برنارد بايلين من جامعة هارفارد بالتميز المدني الأمريكي لكنه نادرًا ما يستخدم عبارة الخصوصية الأمريكية، بل يسميها (السمات المميزة للحياة البريطانية في أمريكا الشمالية)، وهو يؤمن بشدة بالطابع الفريد للثورة الأمريكية.

## أصل المصطلح
يعود مفهوم الخصوصية الأمريكية إلى الأفكار الأولى التي تأسست معها الولايات المتحدة الأمريكية. استخدام المصطلح لأول مرة في عام 1861، لكنه استخدام على نطاق واسع اعتبارًا من عشرينيات القرن الماضي.
أكد المؤرخ فريد شابيرو أن مصطلح الخصوصية الأمريكية قد استخدم للإشارة إلى الولايات المتحدة وصورتها الذاتية أثناء الحرب الأهلية من قبل صحيفة نيويورك تايمز في 20 أغسطس 1861. 

## تاريخ المفهوم

### ألكسيس دي توكفيل وآخرون (1835)
كانت الإشارة الأولى إلى المفهوم بالاسم، وربما أصله، كتبها الكاتب الفرنسي ألكسيس دي توكفيل في عمله 1835/1840 «الديمقراطية في أمريكا»:
«لذلك فإن وضعية الأمريكيين خصوصية جدًا، ويمكن الاعتقاد بأنه لن يوُضع أي شعب ديمقراطي في مثل هذا الوضعية. أصلهم المتزمت بقوة، وعاداتهم التجارية الحصرية، حتى البلد الذي يعيشون فيه، والذي يبدو أنه يصرف أذهانهم عن السعي وراء العلم والأدب والفنون، والقرب من أوروبا، ما يسمح لهم بإهمال هذه المساعي دون الانتكاس إلى الهمجية، ألف سبب خاص، لم أتمكن إلا من الإشارة إلى أهمها، اتفقت بشكل فردي على تثبيت عقل الأمريكي على أشياء عملية بحتة. يبدو أن عواطفه ورغباته وتعليمه وكل ما يتعلق به يتحدون في جذب السكان الأصليين للولايات المتحدة إلى الأرض؛ دينه وحده يأمره، من وقت لآخر، بنظرة عابرة ومشتتة إلى الجنة. دعونا نتوقف إذن عن النظر إلى كل الدول الديمقراطية تحت نموذج الشعب الأمريكي».
يقول كامين إن العديد من الزوار الأجانب علقوا على الاستثنائية الأمريكية بما في ذلك كارل ماركس، وفرانسيس ليبر، وهيرمان إدوارد فون هولست، وجيمس برايس، وهربرت جورج ويلز، وشيسترتون وهيلير بيلوك وفعلوا ذلك بمصطلحات إطرائية. أصبح الموضوع شائعًا، خاصة في الكتب المدرسية. من أربعينيات القرن التاسع عشر إلى أواخر القرن التاسع عشر، باع كتب ماكغوفي 120 مليون نسخة ودرسها معظم الطلاب الأمريكيين. يجادل سكرابيك (2009) بأن القراء أشادوا بالخصوصية الأمريكية، والمصير الواضح، وأمريكا كبلد الله.... علاوة على ذلك، رأى ماكغوفي أن أمريكا لديها مهمة مستقبلية لجلب الحرية والديمقراطية إلى العالم.

### النقاش الشيوعي
في يونيو 1927، وصف جاي لوفستون، زعيم الحزب الشيوعي بالولايات المتحدة الأمريكية والذي سُمي لاحقًا أمينًا عامًا، تفرد أمريكا الاقتصادي والاجتماعي. وأشار إلى القوة المتزايدة للرأسمالية الأمريكية والقوة الاحتياطية الهائلة للبلاد، وقال إنهما حالا دون قيام ثورة شيوعية. في منتصف عام 1929، شجب الزعيم السوفيتي جوزيف ستالين، غير مصدق أن أمريكا كانت شديدة المقاومة للثورة، أفكار لوفستون ووصفها بأنها بدعة الخصوصية الأمريكية، والتي كانت على الأرجح إشارة إلى مقال نُشر في صحيفة ديلي وركر في وقت سابق من ذلك العام. بدا أن الكساد الكبير في الولايات المتحدة يؤكد حجة ستالين بأن الرأسمالية الأمريكية تندرج تحت القوانين العامة للماركسية. في يونيو 1930، خلال المؤتمر الوطني للحزب الشيوعي الأمريكي في نيويورك، أُعلن: لقد دمرت عاصفة الأزمة الاقتصادية في الولايات المتحدة بيت الخصوصية الأمريكية الشكلية ونظام كامل من النظريات والأوهام الانتهازية التي بُنيت على الازدهار الرأسمالي الأمريكي.

### أمريكا في المورمونية
تؤمن كنيسة يسوع المسيح لقديسي الأيام الأخيرة بأن الأمريكيتين، بما في ذلك الولايات المتحدة، هي مكان فريد يسكنه شعب مختار يتألف من اللامانيين (الأمريكيين الأصليين) والمورمون من أجل مصير واحد، يربط بين الولايات المتحدة إلى الأرض الموعودة في الكتاب المقدس في كتاب مورمون، مع دستور الولايات المتحدة المستوحى من الرب. جادل جوزيف سميث بأن القدس الجديدة الألفية كان من المقرر أن تُبنى في أمريكا (المادة العاشرة من الإيمان) وأفاد بأن الرب قال «ليس من الصواب أن يكون أي رجل في حالة عبودية للآخر. ولهذا الغرض، وضعتُ الدستور من هذه الأرض بأيدي حكماء ربيتهم لهذا الغرض بالذات، وفديت الأرض بسفك الدماء».
على الرغم من أن كنيسة يسوع المسيح لقديسي الأيام الأخيرة منبوذة رسميًا، إلا أن الأصوليين المورمون يؤمنون بنبوءة الحصان الأبيض، التي تقول إن المورمون سيكونون هم المدعوون للحفاظ على الدستور كما هو معلَّق بخيط رفيع.

### الفرادة
بشكل عام، أخذ الأمريكيون في الاعتبار التفرد القومي. تشير المؤرخة دوروثي روس إلى ثلاثة تيارات مختلفة تتعلق بالخصائص الفريدة.
1. يعتقد بعض البروتستانت أن التقدم الأمريكي سيسهل عودة يسوع المسيح والألفية المسيحية.[29]
2. ربط بعض مؤرخي القرن التاسع عشر الحرية الأمريكية بتطور الحرية في إنجلترا الأنجلوسكسونية.[30]
3. نظر كتّاب أميركيون آخرون إلى الحداثة الألفيّة لأمريكا. شدد هنري ناش سميث على موضوع الأرض العذراء في الحدود الأمريكية التي وعدت بالهروب من الانحلال الذي حل بالجمهوريات السابقة.[31][32]

### إدارة أوباما وما بعدها
في أبريل 2009، رد الرئيس الأمريكي باراك أوباما على سؤال أحد الصحفيين في ستراسبورغ بهذه العبارة: أنا أؤمن بالخصوصية الأمريكية، تمامًا كما أظن أن البريطانيين يؤمنون بالخصوصية البريطانية ويؤمن اليونانيون بالخصوصية اليونانية. وأشار أوباما كذلك إلى أنه لا أرى أي تناقض بين الاعتقاد بأن لأمريكا دورًا استثنائيًا ومستمرًا في قيادة العالم نحو السلام والازدهار والاعتراف بأن القيادة ملزمة، وتعتمد على قدرتنا على إنشاء شراكات لأننا لا نستطيع حل هذه المشاكل بمفردنا.
هاجم ميت رومني بيان أوباما وقال إنه يظهر أن أوباما لا يؤمن بالخصوصية الأمريكية. قال حاكم أركنساس السابق مايك هوكابي إن نظرة أوباما للعالم تختلف اختلافًا جذريًا عن أي رئيس، جمهوري أو ديمقراطي، لقد نشأنا على أنه عالمي أكثر من كونه أميركيًا. إن إنكار الخصوصية الأمريكية هو في جوهره إنكار للقلب وروح هذه الأمة.
في خطاب ألقاه حول الأزمة السورية في 10 سبتمبر 2013، قال أوباما لكن عندما يمكننا، بجهد متواضع ومخاطرة، منع الأطفال من التعرض للغاز حتى الموت، وبالتالي جعل أطفالنا أكثر أمانًا على المدى الطويل، على ما أعتقد يجب أن نتحرك.... هذا ما يجعل أمريكا مختلفة وهذا ما يجعلنا استثنائيين.
في رد مباشر في اليوم التالي، نشر الرئيس الروسي فلاديمير بوتين مقالة رأي في صحيفة نيويورك تايمز، أوضح فيها، من الخطورة بمكان تشجيع الناس على رؤية أنفسهم استثنائيين، مهما كان الدافع... كلنا مختلفون ولكن عندما نطلب بركات الرب، يجب ألا ننسى أن الرب خلقنا متساوين.
وسرعان ما أيد آراء بوتين الرئيس المستقبلي دونالد ترامب، الذي أعلن أن مقال الرأي تحفة فنية. قال ترامب: تظن أن المصطلح جميل، لكنك فجأة تقول، ماذا لو كنت في ألمانيا أو اليابان أو أي دولة من بين 100 دولة مختلفة؟ لن يعجبك هذا المصطلح. إنه أمر مهين جدًا، وقد طرحه عليه بوتين بشأن ذلك.
يتفق بعض المعلقين الأمريكيين اليساريين مع موقف ترامب. أحد الأمثلة على ذلك هو شيرل شوينينغر، المؤسس المشارك لمؤسسة أمريكا الجديدة، والذي لاحظ في ندوة مجلة نيشن عام 2016، أن ترامب سيعيد تعريف الخصوصية الأمريكية من خلال وضع حد لمشروع العولمة النيوليبرالي للمحافظين الجدد الذي تدعمه هيلاري كلينتون والعديد من الجمهوريين. ومع ذلك، فقد دافع ترامب أيضًا عن سياسة أمريكا أولًا، مع التركيز على القومية الأمريكية والأحادية، على الرغم من التركيز بشكل أكبر على عدم التدخل أكثر من الإمبريالية.
كانت الخصوصية الأمريكية أحد ركائز برنامج الحزب الجمهوري منذ عام 2012. والبرنامج الذي اعتُمد في عام 2016 يعرفه بأن الفكرة القائلة بأن أفكارنا ومبادئنا كدولة تمنحنا مكانًا فريدًا للقيادة الأخلاقية وتؤكد أنه يجب على الولايات المتحدة بالتالي استعادة موقعها الطبيعي كزعيم للعالم الحر.
اعتُمد هذا المصطلح من قبل نائب الرئيس الأمريكي السابق ديك تشيني في كتابه لعام 2015 «استثنائي: لماذا يحتاج العالم إلى أمريكا قوية».
علق البروفيسور موغامبي جويت بأن دعم الجمهوريين للخصوصية الأمريكية نشأ كمعارضة لأوباما، وحُدد على أنه مناهض لأوباما بنفس الطريقة التي حُددت فيها الحجج المتعلقة بحقوق الدول على أنها مناهضة للسود.

## وصلات خارجية
- How the World Sees America—Washington Post Feature
- "The American Creed: Does It Matter? Should It Change?"
- Booknotes interview with Seymour Martin Lipset on American Exceptionalism: A Double-Edged Sword, June 23, 1996.